# 别里斯拉夫市镇
别里斯拉夫市级市镇（羅馬化：Beryslavska miska hromada）是乌克兰赫尔松州貝里斯拉夫區的一个市镇，行政中心为别里斯拉夫。市镇面积为457.7平方公里，人口数量为18,062人（2020年）。

## 聚居点
该市镇包括一个城市（别里斯拉夫）、8个村庄（茲米伊夫卡、新贝里斯拉夫、新西爾卡、维利内、拉基夫卡、塔拉斯·舍甫琴科村、托馬里內、烏羅扎伊內）和1个乡村定居点。